# Fricativa labiodental sonora
A fricativa labiodental sonora é um tipo de fone consonantal empregado em alguns idiomas. O símbolo deste som tanto no alfabeto fonético internacional quanto no X-SAMPA é "v". Este som ocorre na maior parte das pronúncias do português em palavras como "vinho".

## Características
- Seu modo de articulação é fricativo.
- Seu ponto de articulação é labiodental.
- É sonora em relação ao papel das pregas vocais.
- É oral em relação ao papel das cavidades bucal e nasal.